# Friedrich Rampold
Friedrich Ludwig Rampold (* 20. April 1800 in Ingelfingen; † 28. Juli 1852 in Esslingen) war ein deutscher Mediziner und Arzt am Krankenhaus in Esslingen.

## Leben
Friedrich Rampold war der Sohn des Ingelfinger Hofapothekers Johann Jakob Rampold (1762–1849) und dessen Ehefrau Christina Catharina, geborene Weißmüller (1777–1831). Nach der Lehre bei seinem Vater arbeitete er mehrere Jahre als Apothekergehilfe im Ausland und kam 1827 in die väterlichen Apotheke zurück. In Würzburg begann er 1829 ein Medizinstudium, das er 1832 mit seiner Promotion als Arzt abschloss. Noch im selben Jahr wurde er Amtsphysikus und Hospitalarzt des bürgerlichen Krankenhauses in Esslingen. Später unterhielt er parallel auch eine Privatpraxis in der Stadt.
Rampold war Mitglied des Vereins für vaterländische Naturkunde in Württemberg, des „Württembergischen Ärztlichen Vereins“ und des „Vereins großherzoglich badischer Medicinalbeamter für Beförderung der Staatsarzneikunde“.
Am 30. November 1840 wurde er mit dem akademischen Beinamen Tabernaemontanus II. unter der Matrikel-Nr. 1483 als Mitglied in die Deutsche Akademie der Naturforscher Leopoldina aufgenommen.
Friedrich Rampold wurde am 28. Juli 1852 in seiner im zweiten Stock gelegenen Wohnung auf der Inneren Brücke Nr. 22 gegenüber der Nikolauskapelle in Esslingen ermordet. Die Gewalttat an dem unverheirateten und alleine lebenden Arzt erregte überregionales Aufsehen; Verdächtigungen und Denunziationen waren die Folge. Tatsächlich konnte der Täter nie ermittelt werden. Im September 1868 erreichte ein angeblich von dem Pfarrer Wilhelm (William) Rieb aus Germantown an den (wenige Monate zuvor verstorbenen) Stadtpfarrer Gottlob Friedrich Schumann adressierter Brief Esslingen. Ein Schlosser namens Endriß habe Rieb auf dem Sterbebett gestanden, Rampold ermordet zu haben. Die Nachricht wurde von vielen Zeitungen verbreitet und teilweise auch kommentiert. Doch auch in diesem Fall erwiesen sich die Informationen als widersprüchlich. Der persönlich mit Rampold bekannte Oberamtsarzt Paul Kapff (1810–1891) mutmaßte später über dessen „Verfolgungswahn“ und dass der Tat wahrscheinlich ein Streit vorausging, der in körperlicher Bedrohung und Gegenwehr eskalierte.
An der Seite des Fabrikanten Carl Weiß hatte Rampold zu Lebzeiten an den Vorbereitungen zu einer Stiftung gearbeitet, die in Esslingen den Bau eines Arbeiter- und Dienstbotenkrankenhauses befördern sollte. Die Rampoldsche Stiftung wurde ein Jahr nach seinem Tod durch seine Schwestern Karoline Magenau (1814–1898) und Emilie Braun (1819–1885) realisiert. Das neue Krankenhaus wurde im Juli 1862 eingeweiht.

### Kuriosum
Mehrfach überliefert ist, dass im Haus der väterlichen Apotheke in Ingelfingen von Herbst 1803 bis zum Frühjahr 1804 die sogenannte Dunkelgräfin mit ihrem Begleiter logierte. Für die im Lauf der Zeit aufgekommenen Spekulationen, dass diese Tatsache den damals dreijährigen Friedrich lebenslang geprägt habe, ja sogar seine Ermordung damit zu tun gehabt haben könnte, konnte bis heute kein seriöser Nachweis erbracht werden.

## Schriften (Auswahl)
- Ueber die Ruhrepidemie in Esslingen im Spätsommer und Herbst 1834. In: Medicinische Annalen, 1. Band, 2. Heft, Heidelberg 1835, S. 169–216  (Digitalisat)
- Die orientalische Brechruhr in München und an anderen Orten. Cotta, Stuttgart und Tübingen 1838 (Digitalisat). Anmerkung: Eine zweite, so aber nicht gekennzeichnete Auflage und möglicherweise von Rampold bearbeitet, erschien 1852 ebenfalls bei Cotta. (Rezension)
- Ueber die Bäder Württembergs in der Saison 1838. In: Jahrbücher für Deutschlands Heilquellen und Seebäder, 4. Jahrgang, 2. Abteilung, Berlin 1839, S. 1–44 (Digitalisat)
- Ueber die zur Vornahme der Leichenöffnungen gesetzlich erlaubte Zeit. In: Medicinisches Correspondenz-Blatt des Würtembergischen Ärztlichen Vereins, Nr. 34, 9. November 1840, S. 268–271 (Digitalisat)
- Ueber die gesetzliche Behandlung und Beurtheilung des Selbstmords. In: Medicinisches Correspondenz-Blatt des Würtembergischen Ärztlichen Vereins, Nr. 9, 19. März 1845, S. 65–71 (Digitalisat)
- Ueber die Mittel, dem üblen Einflusse mancher Gewerbe auf die Gesundheit der sie Ausübenden vorzubauen. In: Annalen der Staats-Arzneikunde. 11. Jahrgang, 1. Heft, Freiburg 1846, S. 683–716 (Digitalisat)
- Einiges über den See, der einst das Neckarthal bei Canstatt bedeckte, und über das Verhalten der Canstatter Mineralquellen zu einander. In: Jahreshefte des Vereins für vaterländische Naturkunde in Württemberg, 2, 1847, S. 188–195 (Digitalisat)
- Kann habituelle Trunksucht durch kranke körperliche Disposition, namentlich durch latente organische Herzkrankheit hervorgerufen werden? In: Vereinte deutsche Zeitschrift für die Staats-Arzneikunde, Neue Folge, 2. Band, 1. Heft, Freiburg 1847, S. 789–820 (Digitalisat)
- Mehrere Aufsätze mit Titel und Seitenangaben sind abrufbar in: Medicinisches Correspondenz-Blatt des Würtembergischen Ärztlichen Vereins, 17. Band, Stuttgart 1847 (Digitalisat)
- Ueber das Unhörbarwerden des Herzschlags als Zeichen des Todes. In: Medicinisches Correspondenz-Blatt des Würtembergischen Ärztlichen Vereins, 21. Band, Nr. 45, 30. Dezember 1851, S. 353–356 (Digitalisat)